# 유하 얀후넨
유하 얀후넨(핀란드어: Juha Janhunen, 1952년 2월 12일 ~ )은 핀란드의 언어학자로, 우랄어족, 알타이어족을 포함한 넓은 분야를 연구대상으로 한다. 1994년부터 헬싱키 대학교 동아시아학 연구실의 교수로 있다. 사모예드어나 함니간 몽골어의 현장 작업을 수행한 바 있다. 최근 요나라 비문에서 발견된 거란소자에 관한 저작을 중국의 Wu Yingzhe와 공동 출판했으며, Ekaterina Gruzdeva와 함께 니브흐어 부흥을 위한 작업을 진행했다. 또한 그는 알타이어족 가설의 비판론자이다.
일본어의 기원에 대해서, 선일본조어(Pre-Proto Japanese)는 중국어파와 유사한 언어유형학적 특성을 가지고 있던 산동반도 근처 연안의 동이족의 언어로서, 한반도에 들어와 고구려어 같은 언어와 접촉하여 알타이어적인 유형론적 특징을 획득한 후 규슈를 통해 일본에 들어왔다는 가설을 주장하였다.

## 주요 연구
- Juha Janhunen(ed.) (2003). The Mongolic languages. London: Routledge.
- Juha Janhunen(2005). Khamnigan Mongol. Munich: Lincom Europa.
- Wu Yingzhe and Juha Janhunen(2010). New Materials on the Khitan Small Script: A Critical Edition of Xiao Dilu and Yelü Xiangwen. Folkestone, Kent: Global Oriental.
- Juha A.Janhunen(2012). Mongolian. Amsterdam/Philadelphia: John Benjamins.